# Яновський Гаврило Семенович
Гаврило Семенович Яно́вський (близько 1775 — близько 1830) — співак і педагог.

## Біографія
Народився близько 1775 року. Малим хлопцем потрапив з України до Придворної співацької капели в Санкт-Петербурзі. Згодом служив в дирекції імператорських театрів. З 1817 року викладав спів у Шляхетному пансіоні, в якому в цей час навчався М. Глинка. Помер близько 1830 року.